# Francisco Almenar Quinzá
Francisco Almenar Quinzá (Valencia, 27 de julio de 1876 - Valencia, 7 de marzo de 1936) fue un arquitecto y dirigente deportivo español

## Biografía

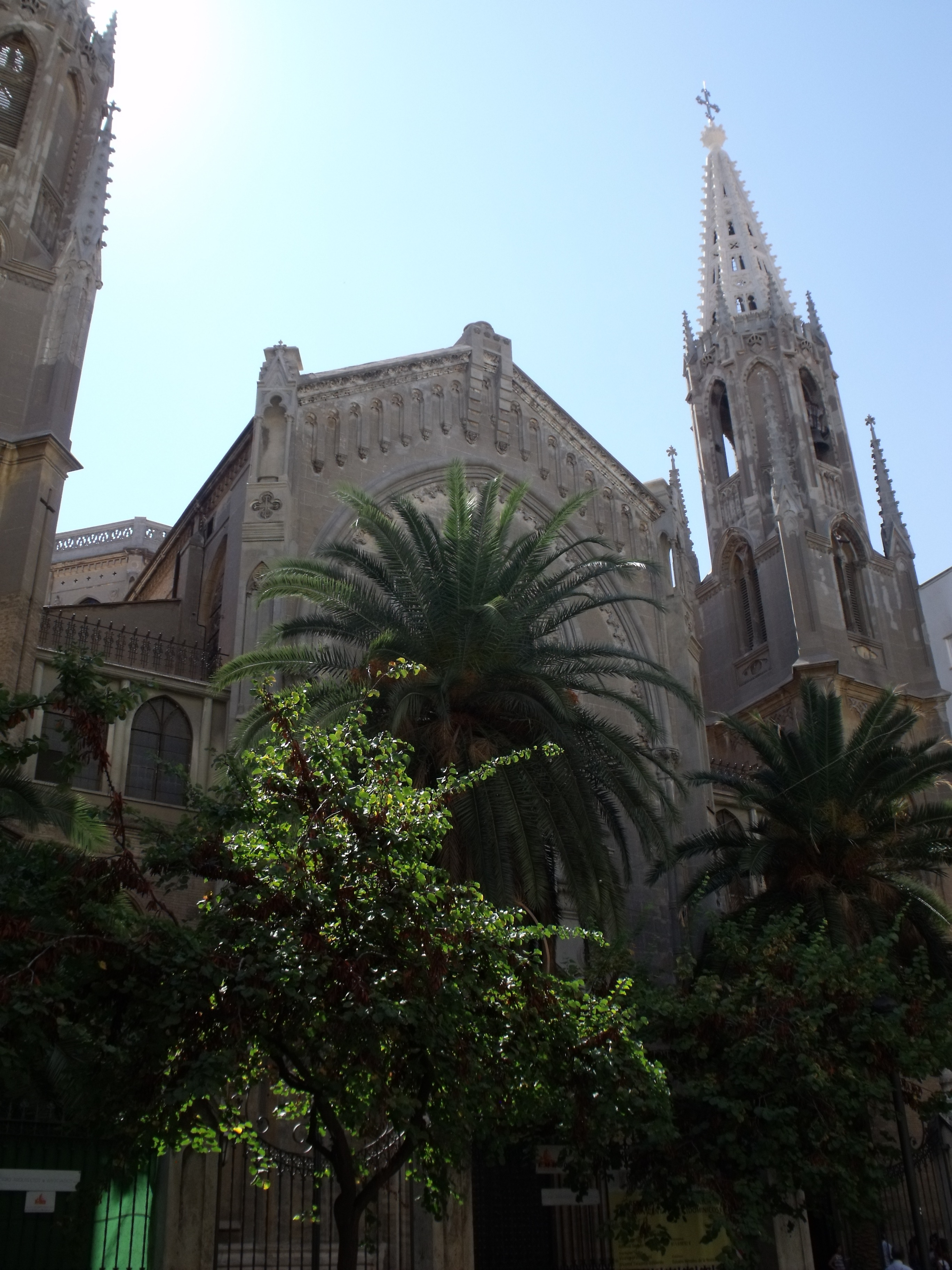
Basílica de San Vicente Ferrer. Iglesia de Dominicos. Fachada

Nace en Valencia. Se forma y titula en la escuela de arquitectura de Barcelona. Arquitecto al servicio del Estado que proyectó algunas obras importantes de la ciudad de Valencia.
Para la Exposición Regional Valenciana de 1909 en Valencia diseña el Pabellón para la Agricultura e Industria y el pabellón del automóvil, el Teatro Circo y el Gran Arco de Entrada, todos derribados y de línea ecléctica.
Además es autor del Teatro Martí y del Gran Teatro, ambos desaparecidos, y de la iglesia de San Juan y San Vicente. 
Dirigió las obras de la Iglesia de los Dominicos en la calle Cirilo Amorós de Valencia, ejecutando el proyecto de Joaquín María Arnau Miramón muerto antes de que la iglesia se construyera.
Intervino con Javier Goerlich en el edificio del Banco de Valencia y con José Cort Botí en la Casa de la Caridad.
Obra suya es también el edificio que levantó en la calle Játiva para el Hotel Metropol. Diseñó varios garajes en la ciudad, y diversos edificios residenciales, como la Casa Ernesto Ferrer, en la plaza del ayuntamiento.

Fue nombrado académico de la Real Academia de Bellas Artes de San Carlos.

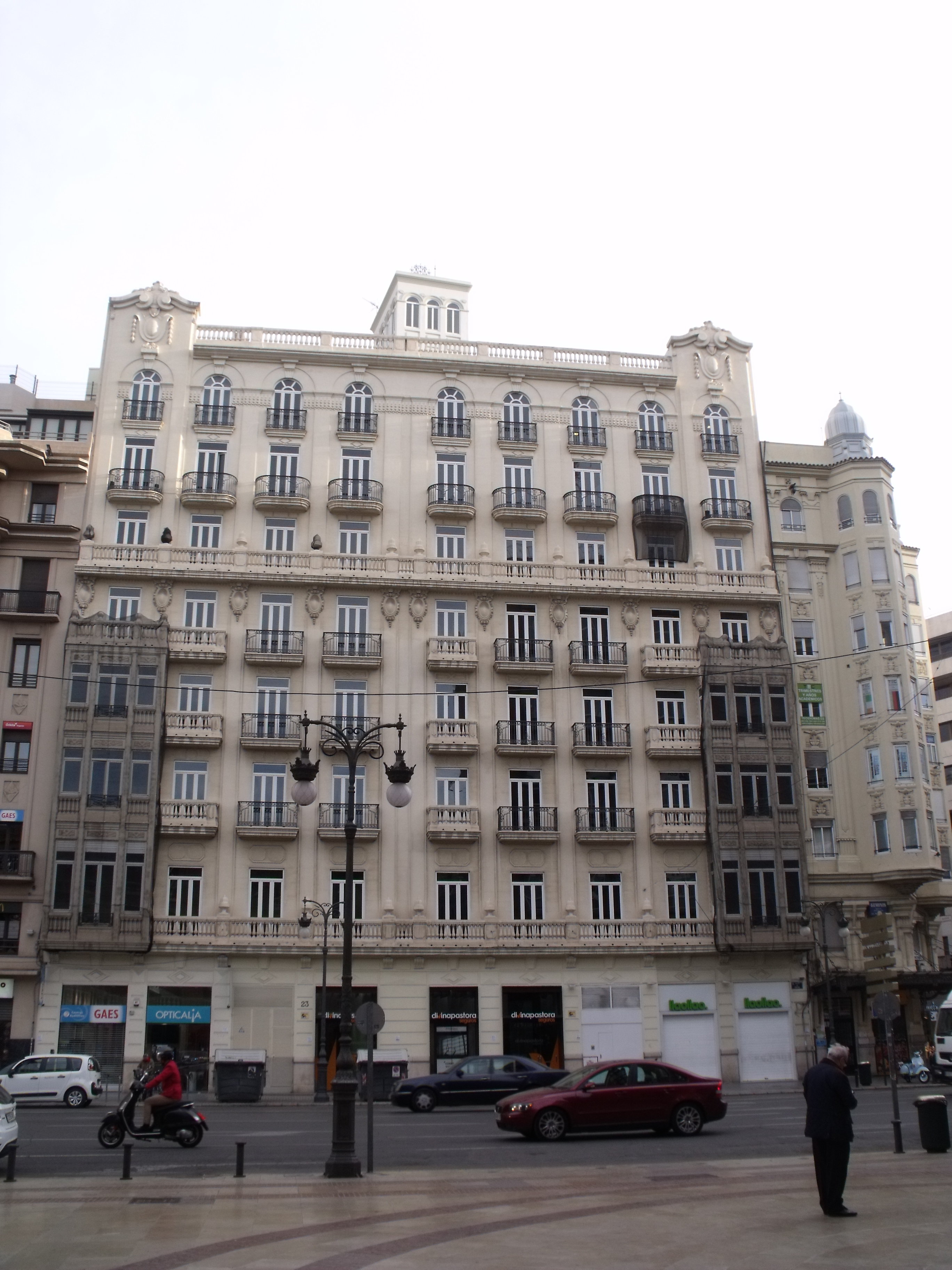
Antiguo Hotel Metropol.
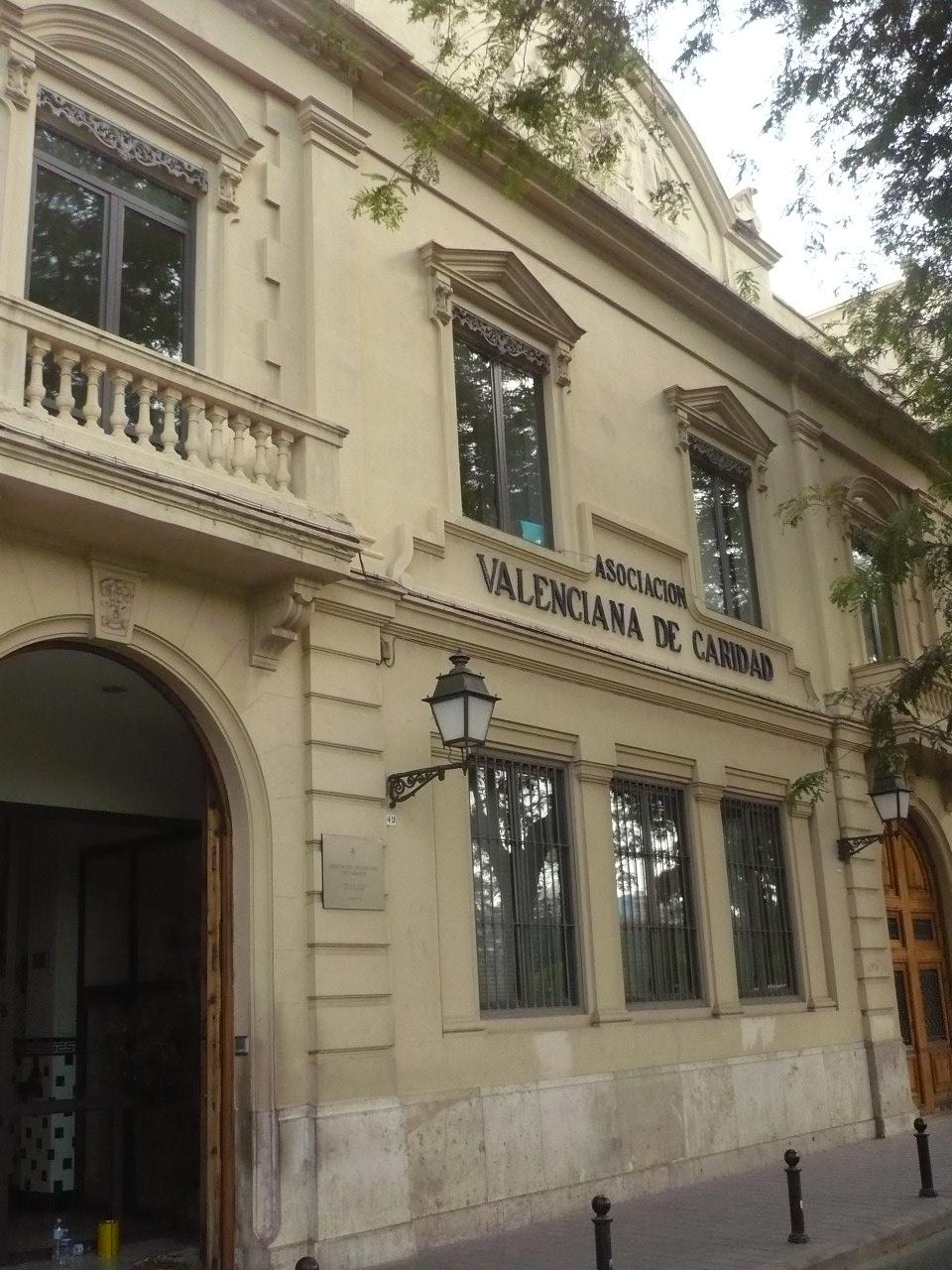
Casa de la Caridad. Fachada
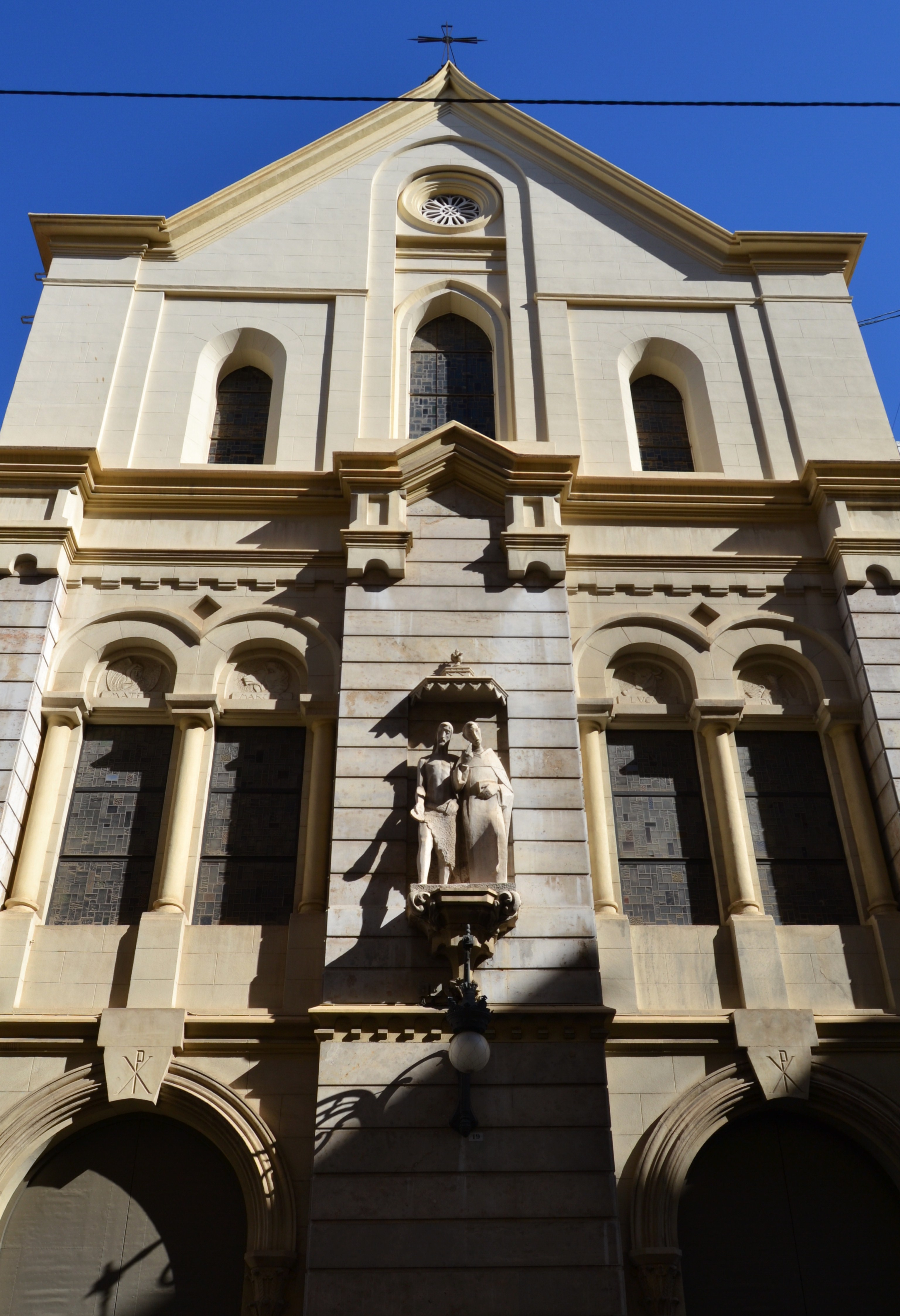
Iglesia de San Juan y San Vicente. Fachada
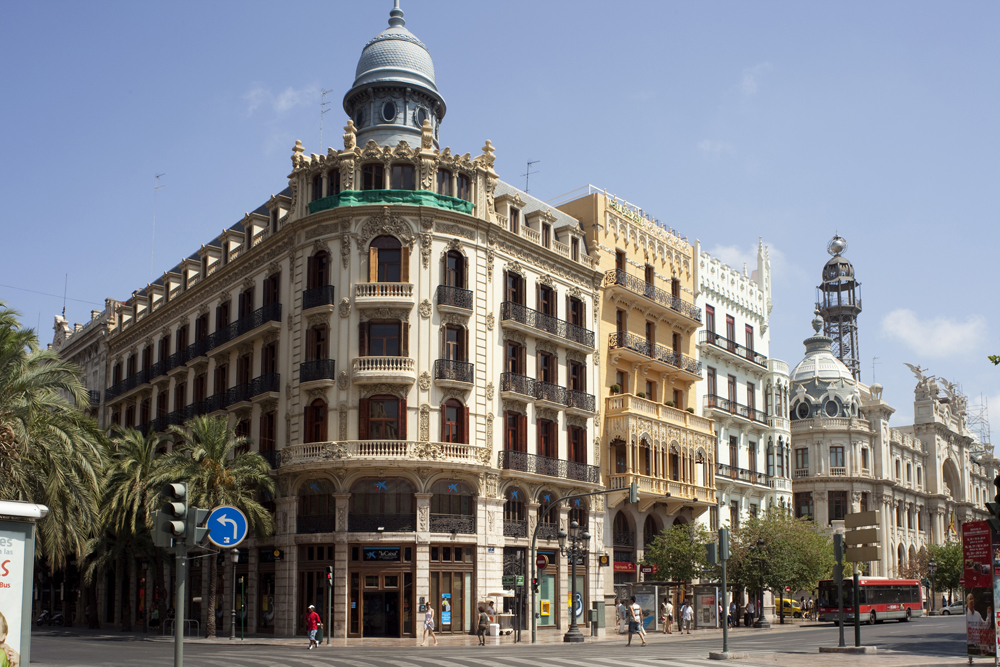
Casa Ernesto Ferrer
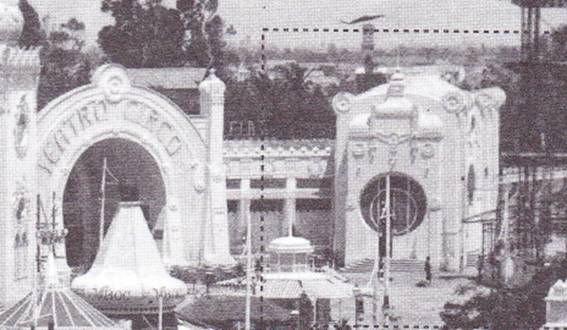
Pabellón del Automóvil, al lado del Teatro Circo, año 1909.

### Valencia CF
Socio del Valencia Club de Fútbol, fue el arquitecto responsable de la construcción del estadio de Mestalla. El 3 de noviembre de 1935 fue nombrado presidente del club, sustituyendo a Adolfo Royo, tras el mandato provisional, durante un mes, de Luis Casanova. Sin embargo, Almenar falleció apenas cuatro meses después de acceder al cargo, el 7 de marzo de 1936 y Luis Casanova asumió, de nuevo, la presidencia.